# La Campsa (Tarragona)
La Campsa és un polígon industrial del municipi de Tarragona, al Tarragonès. L'any 2019 tenia 1.682 habitants.
Situat a la riba dreta del riu Francolí, entre Tarragona i Torreforta, conté dos nuclis de població:
- Icomar, amb 604 habitants.
- Riu Clar, amb 984 habitants.

A més, conté un disseminat de 94 habitants.

## Història

### Establiment de la indústria petroquímica
El nom de l'entitat es deu a l'antiga Companyia Arrendatària del Monopoli de Petrolis, S.A., (CAMPSA), empresa mixta (de titularitat pública i privada) fundada el 17 d'octubre de 1927, que acabà integrant-se a Repsol. La història de la Campsa va estretament lligada al procés d'industrialització i transformació que visqué Tarragona a mitjans del segle xx amb la construcció del Complex Petroquímic.
L'any 1968 entrà en funcionament al Polígon Sud la refineria de crus pesants d'Asfalts Espanyols, S.A. (ASESA), empresa constituïda el 1965 per CEPSA i CAMPSA. El 1971, l'Institut Nacional d'Indústria (INI), entitat estatal que agrupava les participacions en hidrocarburs, rep l'encàrrec de crear una refineria de petroli al mateix lloc. Així va néixer l'Empresa Nacional Petrolis de Tarragona, S.A., (ENTASA) i la refineria s'inaugura el 1976.
La zona de l'actual Campsa va estar marcada, des de la dècada dels anys 60, pel desenvolupament industrial de l'empresa CAMPSA. Els nuclis de la Campsa van néixer en aquest període, a finals dels anys 60, juntament amb els de Torreforta, Bonavista i els Montgons. Els nuclis de la Campsa són els més propers a Tarragona dels que s'estenen per la banda de ponent del riu Francolí.

### Construcció de la Campsa
El desenvolupament urbanístic de la zona de ponent de Tarragona s'inicià l'any 1940 amb el projecte d'urbanització dels terrenys del mas de la Torre Forta, a la riba dreta del Riuclar, que donà lloc a l'actual Torreforta. Torreforta cresqué amb la construcció dels nuclis de Verge del Pilar (1967) i la Granja (1968). Al mateix temps, Bonavista, en uns terrenys de l'antic terme de la Canonja, es construí l'any 1965. Així mateix, en aquells anys es crearen, als Montgons, els nuclis de Parc Riu Clar (1965) i la Floresta (1968).
En aquest marc d'expansió, sorgiren els dos nuclis de la Campsa. El primer fou Icomar, l'any 1968, a mans de promotores privades incentivades per l'estat. L'any 1974 es construí Riu Clar (que pren el nom del curs d'aigua que hi corre a la vora), fruit de la intervenció pública per tal de suplir el dèficit d'habitatge a causa del creixement industrial del municipi i de l'arribada d'immigrants.

## Geografia
Els nuclis de la Campsa s'estenen pels terrenys de la riba dreta del curs baix del Francolí. Són regats, ensems, pel tram final del Riuclar, que dona nom al nucli de Riu Clar.
Aquestes terres es coneixen tradicionalment amb el nom de la Primera. Limita amb Torreforta per ponent.

## Equipaments
A la Campsa hi ha el Casal Esportiu i Piscina Municipal de Riu Clar, l'Escola Riu Clar, la Llar Municipal de Gent Gran Riu Clar - Icomar i el camp de futbol d'Icomar.
A més, s'hi situa el Parc de Bombers, el Tanatori Municipal, la seu de la Brigada Municipal (conegut com a Edifici de la Coca-Cola) i la seu de nombroses empreses al Polígon industrial del Francolí.